# 勇者のみ (1951年の映画)
『勇者のみ』（ゆうしゃのみ、英語原題：Only the Valiant）は、1951年のアメリカ合衆国の西部劇映画。ゴードン・ダグラスの監督作品で、出演はグレゴリー・ペックなど。

## キャスト
- リチャード・ランス大尉：グレゴリー・ペック
- キャシー・エバーシャム：バーバラ・ペイトン
- ティモシー・ギルクリスト伍長：ワード・ボンド
- ビル・ホロウェイ中尉：ギグ・ヤング
- トルーパー：ロン・チェイニー・ジュニア
- ベンビル・マードック軍曹：ネヴィル・ブランド
- ジョー・ハーモニー：ジェフ・コーリー

### 日本語吹替版
| 役名                         | 俳優               | テレビ版1  | テレビ版2 |
| ---------------------------- | ------------------ | ---------- | --------- |
| リチャード・ランス大尉       | グレゴリー・ペック | 羽佐間道夫 | 城達也    |
| キャシー・エバーシャム       | バーバラ・ペイトン | 来宮良子   | 弥永和子  |
| ティモシー・ギルクリスト伍長 | ワード・ボンド     | 新井和夫   | 加茂嘉久  |
| ビル・ホロウェイ中尉         | ギグ・ヤング       | 島田彰     |           |

- テレビ版2：放送日1974年7月30日 東京12ch

## スタッフ
- 監督：ゴードン・ダグラス
- 製作：ウィリアム・キャグニー
- 原作：チャールズ・マークィス・ウォーレン
- 脚本：エドマンド・H・ノース、ハリー・ブラウン
- 撮影：ライオネル・リンドン
- 編集：ウォルター・ハネマン、ロバート・S・ザイター
- 音楽：フランツ・ワックスマン
- 美術：ウィアード・イーネン